# 哈尔滨工程大学
哈尔滨工程大学（英語：Harbin Engineering University；缩写：HEU），简称哈工程，建于1953年，位于中華人民共和國黑龍江省哈爾濱市。学校现隶属于工业和信息化部，由工业和信息化部、教育部、黑龙江省及哈尔滨市共建，為双一流世界一流学科建设、211工程、985工程优势学科创新平台建设高校，入选高等学校学科创新引智计划、卓越工程师教育培养计划、国家大学生创新性实验计划、国家建设高水平大学公派研究生项目、新工科研究与实践项目、中国政府奖学金来华留学生接收院校、全国首批深化创新创业教育改革示范高校、国家大学生文化素质教育基地、国家创新人才培养示范基地、全国高校实践育人创新创业基地，工业和信息化部高校联盟、CDIO工程教育联盟成员单位，被教育部、总政治部列入“21世纪人才强军计划”，是中国人民解放军海军在东北地区唯一选拔培养后备军官的依托学校。
学校源自1953年创办的中国人民解放军军事工程学院（哈军工）；1970年，在哈军工原址以海军工程系为主体组建哈尔滨船舶工程学院；1981年成为首批具有博士、硕士学位授予权单位；1994年，更名为哈尔滨工程大学。

## 沿革
前身是1953年创建的中国人民解放军军事工程学院（哈军工）。陈赓大将任首任政委兼院长。学院设立空军工程系、炮兵工程系、海军工程系、装甲兵工程系、工程兵工程系五个系。1961年学院被确定为中国全国重点大学。现隶属于工业和信息化部。
1960年到1962年，学院进行了分建和改建。学院炮兵工程系迁往武昌，与武昌高级军械技术学校合并，成立炮兵工程学院，不久又迁往南京（现为南京理工大学）；装甲兵工程系迁往西安，成立装甲兵工程学院。工兵工程系迁往西安，后又迁回北京，成立工程兵工程学院（现为中国人民解放军理工大学工程兵工程学院）；原子化学防护系迁往长春，成立防化学兵工程学院（现为防化指挥工程学院）；空军工程系的机场建筑和气象两个专业移交给空军气象学校（现为中国人民解放军理工大学气象学院）；学校又陆续成立原子工程系、导弹工程系、电子工程系、计算机工程系。1966年4月，根据中国中央军委决定，中国人民解放军军事工程学院改名为哈尔滨工程学院，退出部队序列。
在文革后期，哈军工遭到肢解。原哈军工大部分系和员工迁往长沙，组成长沙工学院，后更名为国防科技大学。1970年，哈尔滨工程学院海军工程系全建制及原军工其他各机关系部留守的部分干部教师调整归第六机械工业部（后为中国船舶工业总公司）领导,在“哈军工”部分原址上组建哈尔滨船舶工程学院。同時航空工程系迁往西安，并入西北工业大学飞机工程系。哈尔滨船舶工程学院于1977年开始正式招生，1978年被国家教委确定为全国重点院校。1994年4月，哈尔滨船舶工程学院更名为哈尔滨工程大学。1996年学校通过了211工程预审，成为211工程的首批建设学校之一。
2020年5月23日，美国商务部以支持中国军需物资采购为由，将哈尔滨工程大学等33家企业和组织列入美国《出口管制条例》实体清单。

## 校园环境

### 校外环境

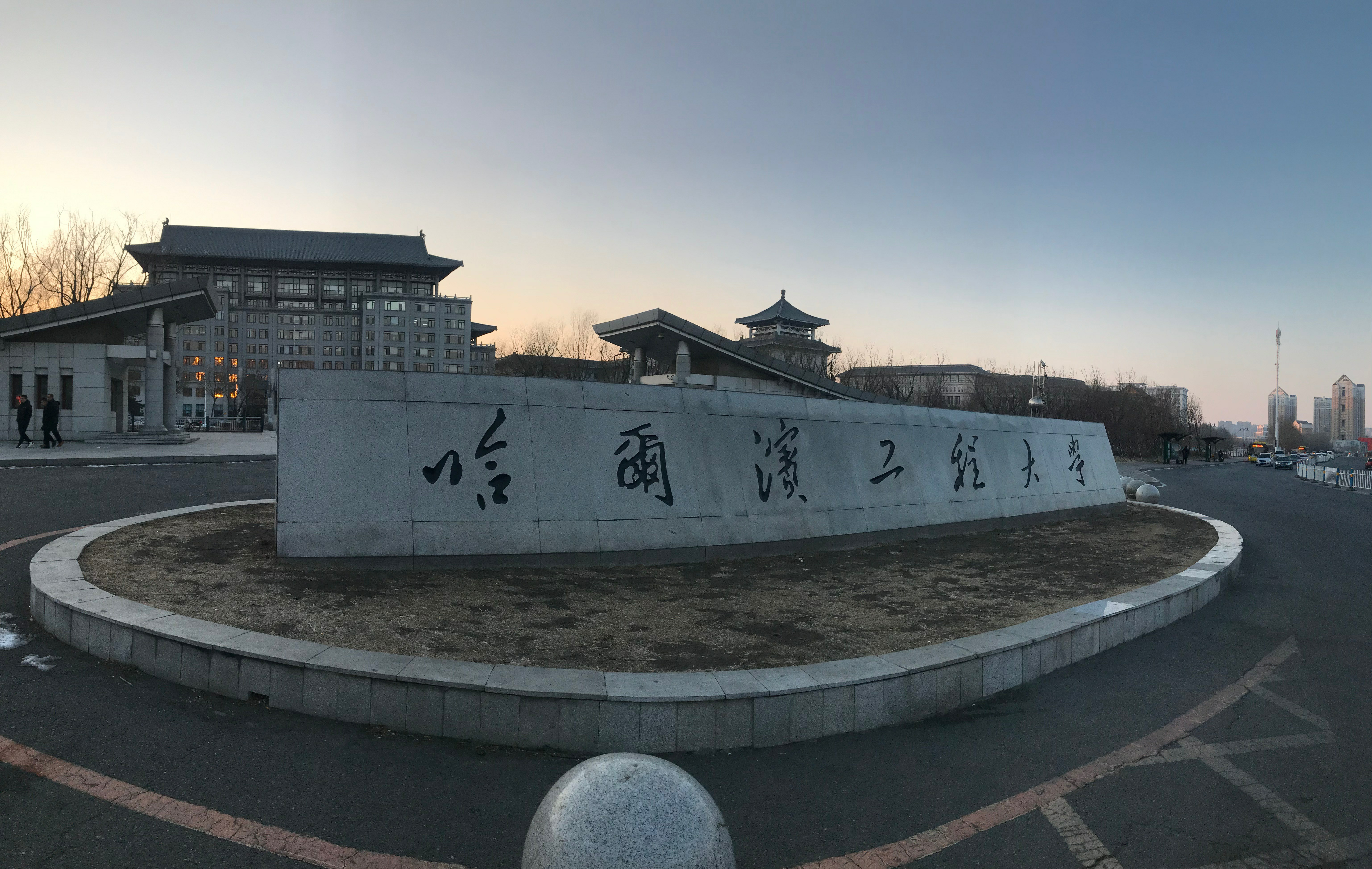
校名碑，摄于东2门

位于军工院内，环抱马家沟，处在哈尔滨市南岗区，属于哈尔滨闹市区，与黑龙江省军区同在一个院内。周边有哈尔滨文庙、古梨园、文化公园、极乐寺等。

### 校内环境
教学区主要由1号主楼、1号楼南楼与北楼、11号楼、21号楼、21B楼(与21号楼连体)、31号楼、41号楼、51号楼（截止2015年9月25日仍归属黑龙江军区）、61号楼、72号楼、理学楼、红楼、三甲实验中心、基础实验楼、逸夫楼、金工实习基地、图书馆、船舶楼、动力楼及实验中心等组成。

#### 住宿
全校共有16个学生公寓，有2栋研究生公寓，还有专门的留学生公寓及博士后公寓。另有哈尔滨工程大学招待所，学校附近有航空公寓、八一宾馆、鑫城宾馆等。

#### 餐饮
校内有学生食堂5个：大学生美食广场、美食城、全天开放的快乐食间新一代大学生食堂、至美餐厅和杏园食堂。校内11公寓（现已不是学生公寓）周围（即腐败街及其周围）的十几家餐厅已于2018年上半年被全部封禁，于2018年下半年逐渐恢复原状态，截至2019年1月，腐败街及其周围大体恢复原状态。

## 组织机构

### 历任校长
1. 陈赓
2. 谢有法
3. 刘居英
4. 林毅
5. 卓明
6. 冯捷
7. 邓三瑞
8. 钱秋珊
9. 黄绍
10. 吴德铭
11. 陈大炎
12. 邱长华
13. 刘志刚
14. 姚郁
15. 宋迎东

### 院系设置
- 船舶工程学院
- 航天与建筑工程学院
- 动力与能源工程学院
- 智能科学与工程学院
- 水声工程学院
- 计算机科学与技术学院
- 机电工程学院
- 信息与通信工程学院
- 经济管理学院
- 材料科学与化学工程学院
- 数学科学学院
- 物理与光电工程学院

- 外国语学院
- 人文社会科学学院
- 国际合作教育学院
- 核科学与技术学院
- 马克思主义学院
- 体育部
- 国际合作教育学院
- 哈尔滨工程大学南安普顿海洋工程联合学院
- 未来技术学院
- 烟台研究院
- 青岛创新发展基地
- 南海研究院

## 学科建设
学校设有研究生院，是首批有权授予博士、硕士学位的单位。现有博士后科研流动站13个，一级博士学位授权学科14个，二级博士学位授权学科27个，国家重点学科4个，分别是船舶与海洋结构物设计制造、轮机工程、水声工程、导航制导与控制工程；国防重点学科7个，分别是船舶与海洋结构物设计制造、固体力学、导航制导与控制、轮机工程、水声工程、核能科学与工程、辐射防护与环境保护；以及部级重点建设学科12个，省级重点学科12个。学校目前有国防科技重点实验室2个，国防重点学科实验室2个，国家级学科创新引智基地2个，国家电工电子教学基地1个，国家级实验教学示范中心4个，国家大学生文化素质教育基地1个。

## 科研工作
学校的潜器技术、水下机器人技术、船舶减摇技术、动力定位技术、组合导航技术、水声定位技术、核动力仿真技术等居中国国内领先或国际先进地位。学校通过了ISO9000国际质量体系认证，是中国国内首家通过“双认证”的大学。

## 学生与教师
学校现有教职工2863人。其中专任教师1790人，具有高级专业技术职务的专任教师1057人。教授400人，副教授491人，博士生导师335人。
教师队伍中现有院士8人，享受政府特殊津贴专家109人，国家级有突出贡献中青年专家4人,“千人计划”入选者18人、“千人计划”青年学者6人，“万人计划”领军人才7人，青年拔尖人才9人，“长江学者”特聘教授5人，“长江学者”青年学者3人，“长江学者”讲座教授2人，“杰出青年基金”获得者1人，“优秀青年基金”获得者3人，教育部“新世纪优秀人才支持计划”入选者18人，国家级“百千万人才工程”入选者6人，“龙江学者”支持计划入选者19人，教育部创新团队2个，国防科技创新团队6个，科技部创新人才推进计划重点领域创新团队1个，黑龙江省领军人才梯队7个。
学校现有各类在校生29000余人，其中本科生1.5万余人，各类研究生8000余人，外国留学生近800人。

## 国际合作
学校与美国、日本、法国、德国、意大利、加拿大、俄罗斯等30多个国家180多所有影响的大学和科研机构互派学者教授访问、讲学、合作研究。
学校是中俄工科大学联盟成员。